# Kacper Chodyna
Kacper Chodyna (ur. 24 maja 1999 w Drawsku Pomorskim) – polski piłkarz, występujący na pozycji pomocnika, od 2024 w polskim klubie Legia Warszawa. W swojej karierze występował również w Światowidzie Łobez, Inie Ińsko, Lechu II Poznań, Bytovii Bytów i Zagłębiu Lubin. Młodzieżowy reprezentant Polski.

## Kariera klubowa
Chodyna rozpoczął swoją karierę w młodzieżowych drużynach Ina Ińsko oraz Światowid Łobez, a nawet miał okazję trenować z juniorskimi zespołami A.C. Milan. Następnie trafił do akademii Lecha Poznań, gdzie spędził cztery lata, zanim zadebiutował w drużynie rezerw w III lidze, zwyciężając 1:0 na wyjeździe z Pogonią II Szczecin. W sezonie 2016/2017 rozegrał 13 spotkań i zdobył jedną bramkę. Rok później, wraz z kolegą Serafinem Szotą, przeszedł do drugiego zespołu Zagłębia Lubin, przyczyniając się do awansu do III ligi i występując w ponad 40 meczach. W 2018 roku został wypożyczony do Bytovii Bytów z I ligi, gdzie nie odegrał jednak wielkiej roli.
Po powrocie na Dolny Śląsk na sezon 2019/2020 został zarejestrowany w pierwszej drużynie Zagłębia Lubin, z którą zadebiutował w Ekstraklasie 9 lutego 2020 roku w przegranym 0:2 meczu z Piastem Gliwice. W następnym roku został najlepszym młodym zawodnikiem listopada. W kolejnych kampaniach stał się stałym punktem w wyjściowej jedenastce, a w sezonie 2023/2024 zdobył siedem goli i zaliczył dziesięć asyst w 31 meczach, będąc drugim najlepszym strzelcem drużyny Miedziowych.
12 czerwca 2024 roku Legia Warszawa ogłosiła transfer Chodyny na cztery lata, w kwocie 860 000 euro.

## Sukcesy

### Klubowe

#### Legia Warszawa
- Puchar Polskiː 2024/2025 [8]
- Superpuchar Polski:  2025[9]